# Antares (Film)
Antares ist ein österreichischer Film von Götz Spielmann aus dem Jahr 2004.

## Handlung
Dieser Film zeigt drei Leidenschaften anhand dreier Episoden:
Die Krankenschwester Eva hat eine kurze, heftige Affäre mit dem Arzt Tomasz. Die Supermarktkassiererin Sonja misstraut ihrem Freund Marco nicht zu Unrecht und kämpft um ihn, notfalls auch mit der Waffe des Suizidversuches.
Nicole schließlich, die sich von ihrem Lebenspartner Alex zu trennen versucht, führt einen umgekehrten Kampf, da dieser sich mit Gewalt an sie klammert.
Eine moderne Wohnanlage in Wien. Etagen, Garagen, Balkone, Gänge, Betten, Badezimmer. Hier leben 20.000 Menschen auf dichtem Raum. Trotz der Enge entsteht Anonymität, an verschiedenen Knotenpunkten treffen Einzelschicksale aufeinander, manchmal ohne überhaupt zu begreifen, wie nah man sich eben war. Alfred ist Beamter. Wenn er zu seiner Frau über Leidenschaft spricht, meint er die Musik von Schubert. Eva nickt, obwohl sie mehr erzählen könnte. Die Krankenschwester war nicht bei der Arbeit. In einem Hotelzimmer hatte sie wilden Sex mit Tomasz, einem flüchtigen Bekannten, einem Arzt aus dem Ausland, einem Körper, einem Gesicht, das nur eine kurze Regung brauchte, um verborgene Obsessionen, Fantasien und eben jene Leidenschaft auszulösen, die Alfred bei Schubert findet und Eva im Hotel. Sie wird wieder zu Tomasz gehen. Und wenn die Erregung vorbei ist, wird sie wieder zurück zur Familie kommen. Vielleicht. Sonja arbeitet als Kassiererin im Supermarkt. Sie lebt mit dem jugoslawischen Plakatierer Marco zusammen. Seit zwei Monaten behauptet Sonja, dass sie schwanger ist. Sie hat Angst, dass Marco sie sonst verlassen könnte. Abends geht Marco mit dem Hund spazieren. Manchmal führen diese Wege in andere Wohnungen. Nicole lässt sich gern von Marco besuchen. Wegen der sexuellen Bedürfnisse. Ansonsten hat sie fürs Erste genug von den Männern. Von Alex ist sie geschieden, ihren Buben zieht sie jetzt alleine auf. Zu viele Demütigungen. Der Immobilienkeiler kann die Trennung nicht verkraften. Er versucht mit Gewalt in Nicoles Leben zurückzukehren. Die Welt bricht aus den Fugen. Alex glaubt, dass seine emotionale Verzweiflung Liebe ist. Eine fatale Verwechslung. Irgendwann wird es noch zur Katastrophe kommen.

## Kritiken
- „Spielmann zeigt das Geschehen aus den unterschiedlichen Blickwinkeln der Figuren. Gegenstände, einzelne Vorfälle und Sätze markieren Anknüpfungspunkte. So entstehen Szenen von großer Spannung und Dichte, die zugleich Fragilität und Komplexität der menschlichen Existenz dokumentieren.“[3]
- „Obwohl sich die meisten Szenen aus Antares in Plattitüden und schon mehrfach wiedergekäuten sozialen Klischees erschöpfen, bleibt er ungeachtet seiner Laufzeit von zwei Stunden über weite Strecken unterhaltsam.“[4]
- „Die erwarteten Stereotypen bieten Sozialrealismus pur, um dann wieder verstörende Parodie ihrer eigenen Schwächen zu sein. Antares ist der Name eines fernen hellen Sternbildes. Doch keine der Figuren hebt den Blick zum Himmel.“ schrieb Christina Krisch in der Kronen-Zeitung vom 9. April 2009[5]
- Das Lexikon des internationalen Films resümiert: „Der illusionslose Forscherblick des Regisseurs erinnert an Robert Altman, hält aber weniger emotionslose Distanz. Trotz der Nüchternheit, mit der die Lebenssituationen geschildert werden, hoffnungsstiftend und voller Sympathie für die Figuren.“[6]